# Palazzo Vescovile (Brescia)
Il Palazzo Vescovile di Brescia si trova in piazzetta del Vescovado, in via Mazzini, dietro le cattedrali cittadine, il Duomo vecchio e il Duomo nuovo.

## Storia
Il primitivo palazzo si trovava dove si elevano oggi l'abside e il presbiterio del Duomo nuovo, dunque sul lato opposto dell'odierna via Mazzini. Immediatamente a ovest si sviluppava la basilica di San Pietro de Dom, mentre a sud il Duomo vecchio, dal quale era separato mediante un orto. Il palazzo era inoltre direttamente collegato con le Case dei Canonici, che durante il medioevo occupavano un fabbricato porticato al centro di Piazza del Duomo. Tra il 1024 e il 1025 il palazzo viene rifabbricato dal vescovo Landolfo, che allo stesso tempo provvedeva al riassetto di San Pietro de Dom. Nel 1087 è ricordato come "domus Episcopi" e nel 1187 come "palatium Episcopi S. Martini", evidentemente a causa di una cappella dedicata a san Martino annessa al palazzo.
Nel 1316 viene saccheggiato dai guelfi, ma non dovette perdere le sue funzioni, poiché nel 1388 è ancora utilizzato ed è anche ricordata una grande sala superiore decorata. Gran parte dell'Episcopio viene abbattuto durante i lavori di fortificazione della Cittadella Nuova promossi da Filippo Maria Visconti all'inizio del Quattrocento, lavori che portarono all'abbattimento di tutti gli edifici sul retro delle cattedrali per erigere le mura: è noto che, all'ingresso in diocesi del vescovo Francesco Marerio, nel 1418, dovette insediarsi nel monastero dei Santi Faustino e Giovita non potendo abitare le poche sale rimaste del palazzo dietro le cattedrali.
Nel 1426 è ancora il vescovo Marerio a chiedere direttamente alla Repubblica di Venezia il permesso di costruire la nuova sede vescovile: la richiesta viene accolta solo nel 1437, a condizione che il nuovo edificio non superasse in altezza gli edifici adiacenti e che non invadesse la nuova strada lungo le mura della Cittadella Nuova (via Mazzini).
Il cantiere del nuovo Palazzo Vescovile viene aperto nel 1470 dal vescovo Domenico de Dominici, ma sarà completato solo durante l'episcopato di Domenico Bollani, nel 1567. Altri lavori di completamento si ebbero negli anni immediatamente successivi, sotto la direzione del vescovo Giovanni Dolfin, successore del Bollani. Nella progettazione intervengono vari architetti, tra i quali Giovanni Maria Piantavigna, che lavorò sull'ala sud e sul fianco rivolto verso il cortile d'ingresso.
La nuova sede vescovile subirà poi molte altre modifiche, ampliamenti e abbellimenti, soprattutto nel Settecento. L'intervento più notevole lo si deve a Angelo Maria Querini, che nella prima metà del secolo completa la facciata sul cortile e costruisce il palazzo della Biblioteca Queriniana: la biblioteca sarà poi donata al Comune e prenderà il suo nome in segno di riconoscenza. Altri restauri e abbellimenti sono messi in opera durante l'Ottocento per volere dei vescovi Carlo Domenico Ferrari e Giacomo Maria Corna Pellegrini Spandre.

Lato piazzetta vescovile

## Opere
Nel palazzo Vescovile si trovano diverse opere d'arte, molte delle quali provenienti da chiese e altri luoghi di culto della diocesi. Si ricordano, in particolare, quelle del Moretto asportate dalla chiesa di San Pietro in Oliveto nel corso dell'Ottocento. Tra le opere conservate vi sono:
- Floriano Ferramola, Madonna in trono col Bambino, inizio XVI secolo.
- Scuola di Floriano Ferramola, Sante Agata e Apollonia, inizio XVI secolo.
- Andrea Previtali, Sacra Famiglia con san Girolamo, 1525 circa.